# Jerome K. Jerome
Jerome Klapka Jerome (født 2. maj 1859, død 14. juni 1927) var en engelsk forfatter og humorist, bedst kendt for den humoristiske rejsebeskrivelse Tre mænd i en båd.

## Baggrund
Jerome blev født i Caldmore, Walsall, England. Han var det fjerde barn af Marguerite Jones og Jerome Clapp (som senere tog navneforandring til Jerome Clapp Jerome), en isenkræmmer og lægprædikant, som også rodede med arkitektur. Han havde to søstre, Paulina og Blandina, og en bror, Milton, som døde i en ung alder. Jerome blev født Jerome Clapp Jerome, i overensstemmelse med sin fars nye navn, mens Klapka synes at være en senere tilføjelse (efter den eksilerede ungarske general György Klapka). Familien blev ramt af fattigdom efter at have foretaget nogle mindre gode investeringer i den lokale mineindustri, og Jerome beskrev i sin selvbiografi My Life and Times (1926) bl.a. de hyppige besøg fra inkassatorer i hjemmet.
Den unge Jerome gik på St Marylebone Grammar School. Hans drøm var at blive politiker og litterat, men efter faderens død da Jerome var 13, og hans mors død to år senere, blev han tvunget til at droppe studierne og finde et arbejde for at tjene penge til føden. Han var i tre år hos London and North Western Railway, hvor han i begyndelsen arbejdede med at opsamle kul, der blev tabt fra togene langs jernbanen.

## Skuespillerkarriere og tidlige litterære værker
Jerome blev inspireret af sin ældre søster Blandinas kærlighed til teatret, og i 1877 besluttede han sig for at prøve kræfter med skuespilfaget under navnet Harold Crichton. Han blev del af en trup, som producerede stykker for meget små midler, og skuespillerne skulle ofte selv indkøbe kostumer og rekvisitter. Efter at have rejst rundt med teatret i tre år, og uden at have opnået nogen videre succes, besluttede den 21-årige Jerome sig for, at han havde fået nok af livet på de skrå brædder, og han begyndte at se sig om efter en anden beskæftigelse. Han begyndte at skrive essays, satirer og noveller, men de fleste blev afvist. I de efterfølgende år arbejde han bl.a. som skolelærer, pakker og som medhjælper hos en sagfører. I 1885 opnåede han endelig en vis succes med On the Stage – and Off(1885), en humoristisk beskrivelse af hans erfaringer fra livet i teatertruppen. Denne blev efterfulgt af Idle Thoughts of an Idle Fellow (1886), en samling af humoristiske essays, der tidligere var blevet udgivet i magasinet Home Chimes, samme magasin som senere udgav Tre mænd in en båd som føljeton.
Den 21. juni 1888 blev Jerome gift med Georgina Elizabeth Henrietta Stanley Marris ("Ettie"), kun ni dage efter hendes skilsmisse fra sin første mand. Hun havde en datter med kælenavnet Elsie (hendes faktiske navn var også Georgina) fra sit tidligere fem år lange ægteskab. Bryllupsrejsen fandt sted på Themsen "i en lille båd", hvilket skulle få stor betydning for hans næste og vigtigste værk, Tre mænd i en båd.

## Romaner
- Idle Thoughts of an Idle Fellow (1886)
- Tre mænd i en båd (og selvfølgelig også hunden) (Three Men in a Boat (To Say Nothing of the Dog), 1889)
- Diary of a Pilgrimage (and Six Essays) (1891)[2]
- Novel Notes (1893)
- Second Thoughts of an Idle Fellow (1898)
- Tre mænd på bumletur (Three Men on the Bummel, eller Three Men on Wheels, 1900)
- Paul Kelver, a novel (1902)
- Tommy and Co (1904)
- They and I (1909)
- All Roads Lead to Calvary (1919)
- Anthony John (1923)
- The Love of Ulrich Nebendahl (1909)
- The Philosopher's Joke (1909)